# Jan van Wijk (wielrenner)
Jan van Wijk (Haarlem, 7 januari 1962) is een in Nederlands voormalig wielrenner. Van Wijk heeft gereden voor de wielerploegen PDM-Concorde, Panasonic en TVM. In 1986 behaalde hij een 90e plaats in de Ronde van Frankrijk.

## Resultaten in voornaamste wedstrijden
| \| Jaar \| Ronde van Italië \| Ronde van Frankrijk \| Ronde van Spanje \| \| ---- \| ---------------- \| ------------------- \| ---------------- \| \| 1986 \| \| 90e \| opgave \| - (en) Profiel van Jan van Wijk op ProCyclingStats - Profiel op Cyclingbase - Profiel op de Wielersite |                  |                     |                  |
| Jaar | Ronde van Italië | Ronde van Frankrijk | Ronde van Spanje |
| 1986 |                  | 90e                 | opgave           |